# النخيل (محافظة الجموم)
النخيل قرية سعودية، في محافظة الحناكية . بمنطقة المدينة المنورة تقع في شمال شرق المدينة المنورة بمسافة تقارب (100 ) كم.